# Tetiana Lazarenko
Tetiana Lazarenko (18 de agosto de 2003) é uma jogadora de vôlei de praia ucraniana, com alcance de 290 m no ataque e 300 m no bloqueio, medalhista de ouro no Mundial Sub-21 na Tailândia e nesta mesmo país obteve o bronze no Mundial Sub-19, ambos os feitos em 2021.

## Carreira
Em 2018 disputou a etapa de Zaporizhzhya do Circuito Nacional ao lado de Kseniia Kovalenko. Em 2019 começou a parceria com Anhelina Khmil e disputou o Campeonato Europeu Sub-20 realizado em Göteborg e finalizou na nona posição, mesmo posto na torneio uma estrela de Tel Aviv e o vice-campeonato em Batumi.
Em 2020 juntas conquistaram o título do Campeonato Europeu Sub-20 na cidade de Esmirna e o bronze na categoria Sub-22 em Baden.Na temporada de 2021, terminaram em quinto na edição do Campeonato Europeu Sub-209 em Esmirna; e no circuito mundial, conquistaram o título do torneio uma estrela em Sófia, o terceiro lugar no uma estrela das etapas de Budapeste, Koropove e Madrid.Com Anhelina Khmil sagrou-se medalhista de bronze na edição do Campeonato Mundial Sub-19 sediado em Phuket e na sequência foram medalhistas de ouro na Mundial Sub-21 Phuket.
Ao lado de Anhelina Khmil  foi medalhista de bronze no Campeonato Europeu Sub-22 realizado em Vlissingen; e terminou na quinta posição no evento Futures do Circuito Mundial de 2022, nas etapas de Cervia e Madrid, sendo vice-campeã no evento de Białystok.Em 2023, inicia dupla com Diana Lunina, terminaram na vigésima primeira do Elite 16 de Doha, o trigésimo posto no Challenge de La Paz (Baja California Sur)  e o vice-campeonato no Futures de Madrid.

## Títulos e resultados
- 1* Sófia do Circuito Mundial de 2021
- Future de Rakvere do Circuito Mundial de 2024
- Future de Madriz do Circuito Mundial de 2023
- Future de Białystok do Circuito Mundial de 2022
- Future de Baden do Circuito Mundial de 2024
- Future de Ios do Circuito Mundial de 2024
- 1* Budapeste do Circuito Mundial de 2021
- 1* Koropove do Circuito Mundial de 2021
- 1* Madrid do Circuito Mundial de 2021